# Parque del Este
Parque del Este, officiellement parque Generalísimo Francisco de Miranda, est un parc situé à Caracas au Venezuela. 
Conçu par l'architecte brésilien Roberto Burle Marx associé au paysagiste Fernando Tabora dans les années 1960, il est l'un des plus importants espaces verts de la ville, avec un total de 82 hectares. Il est géré l'Institut des parcs nationaux (INPARQUES), organisme relevant du ministère de l'Écosocialisme et des Eaux,. 
Il est desservi par la station Miranda de la ligne 1 du métro de Caracas, et est situé au nord de la base aérienne Generalísimo Francisco de Miranda.

## Galerie

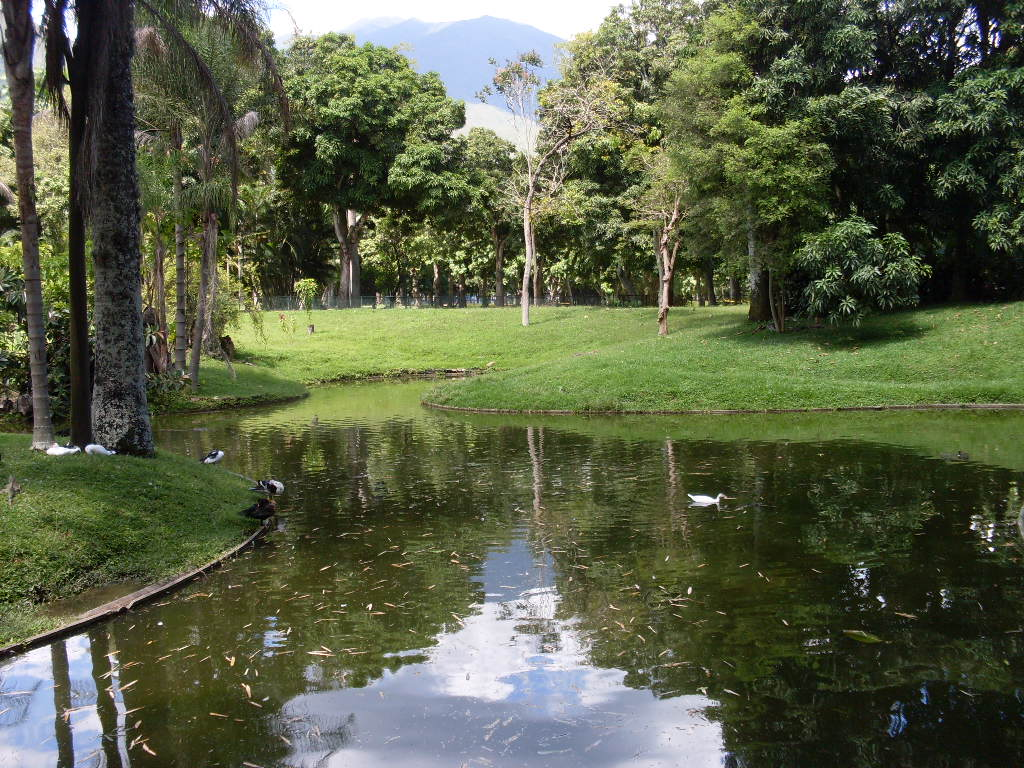
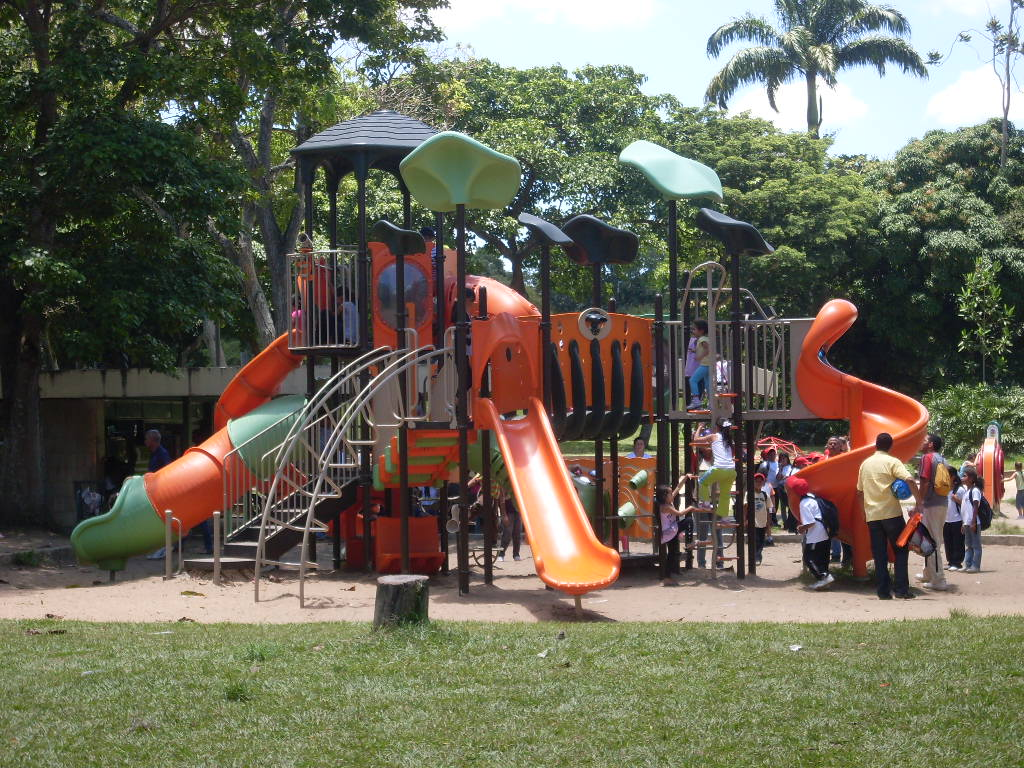
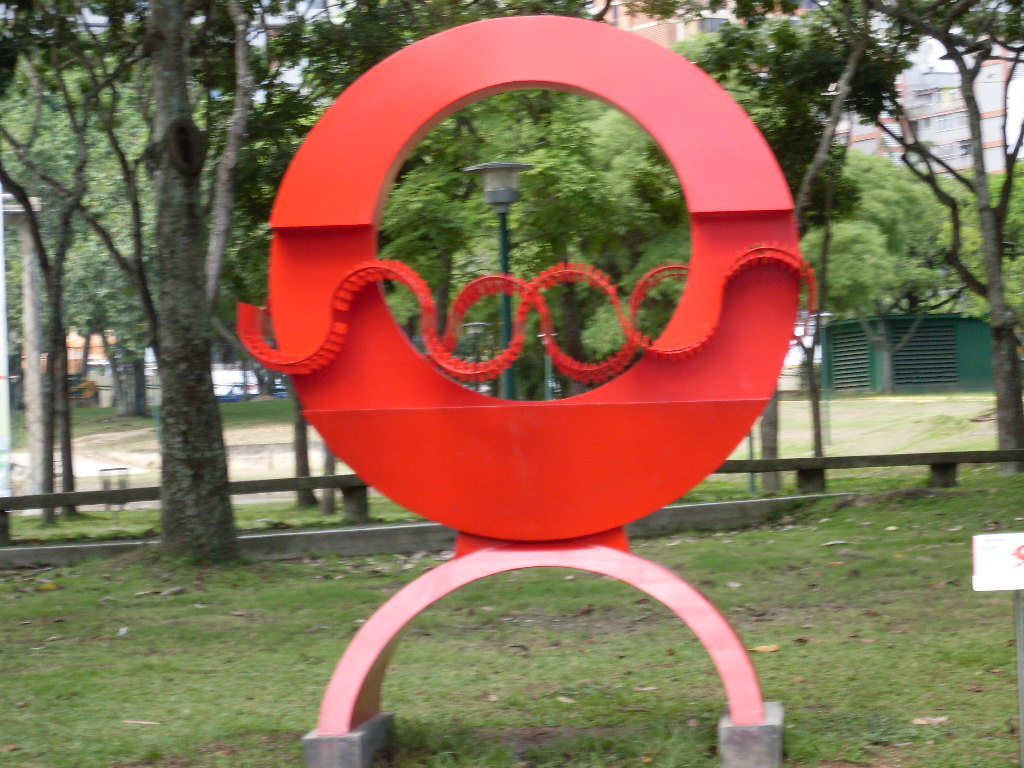
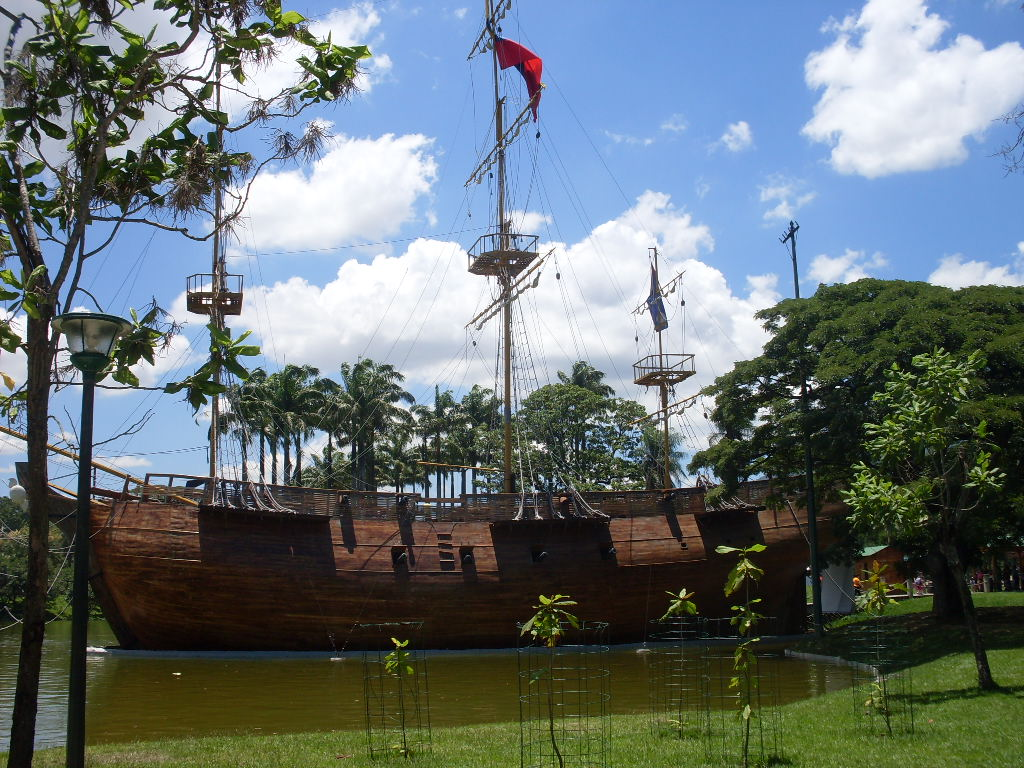
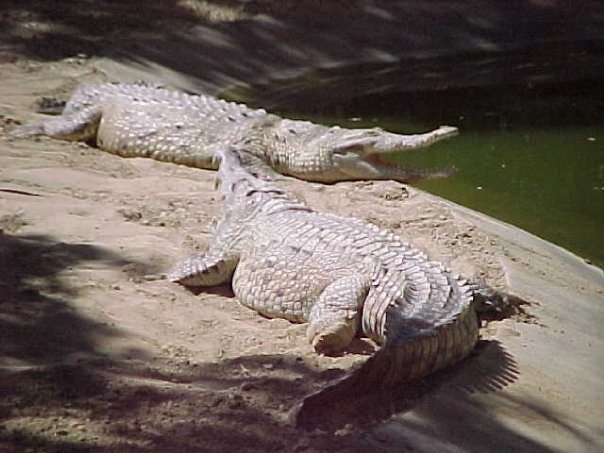
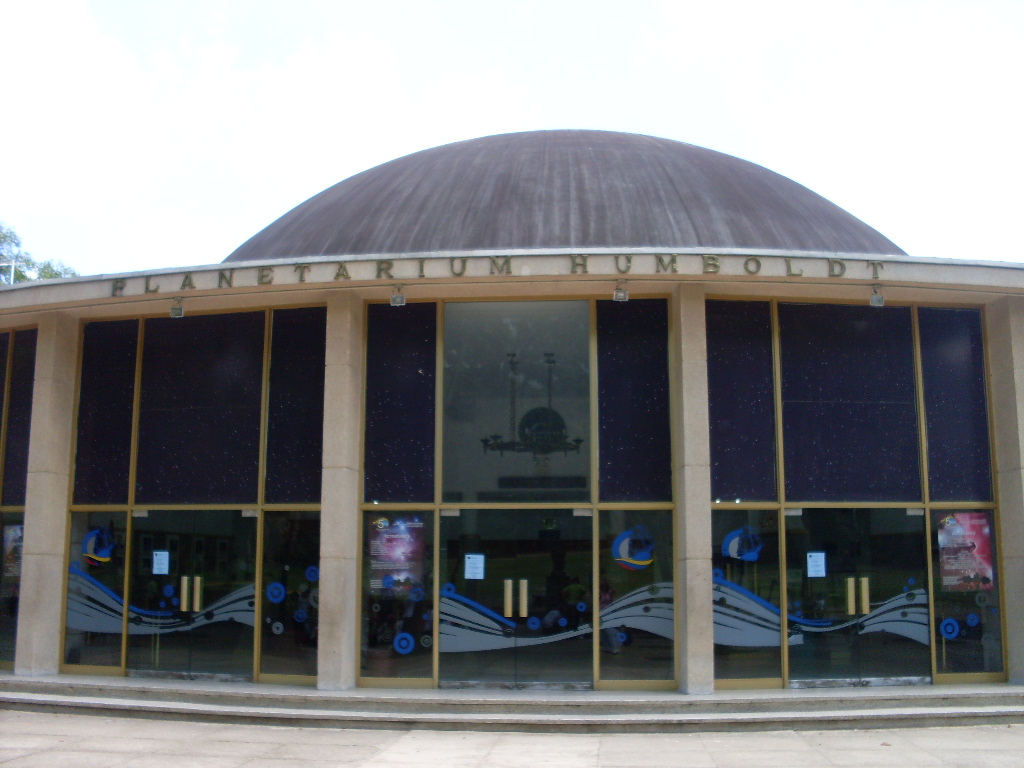
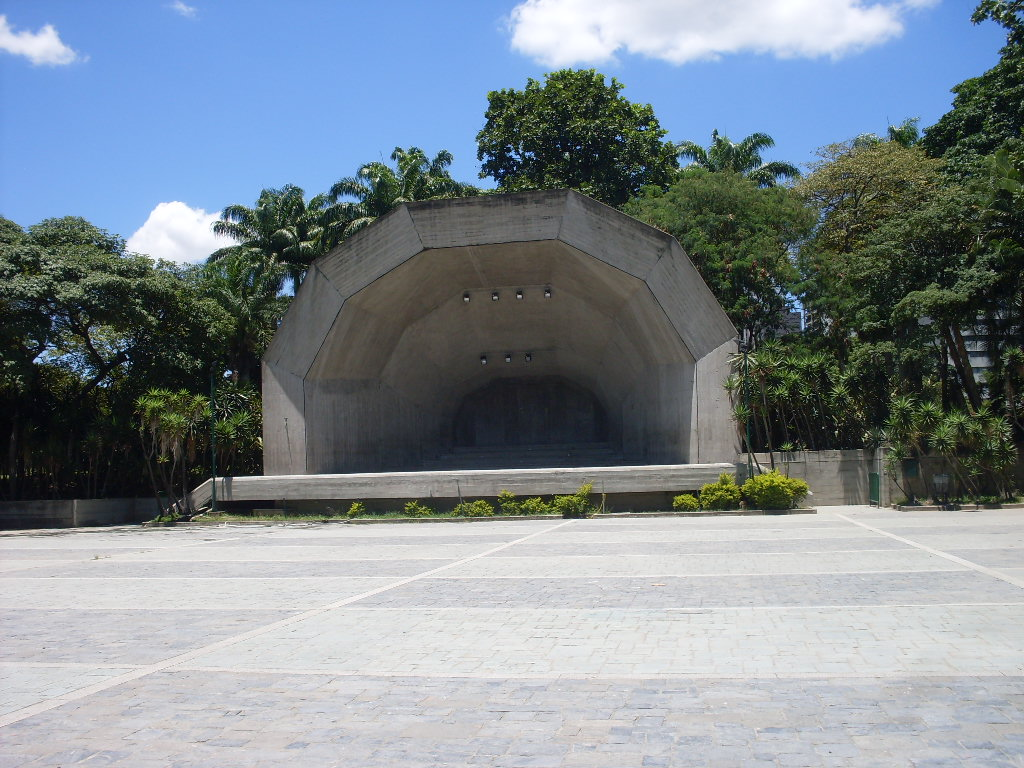
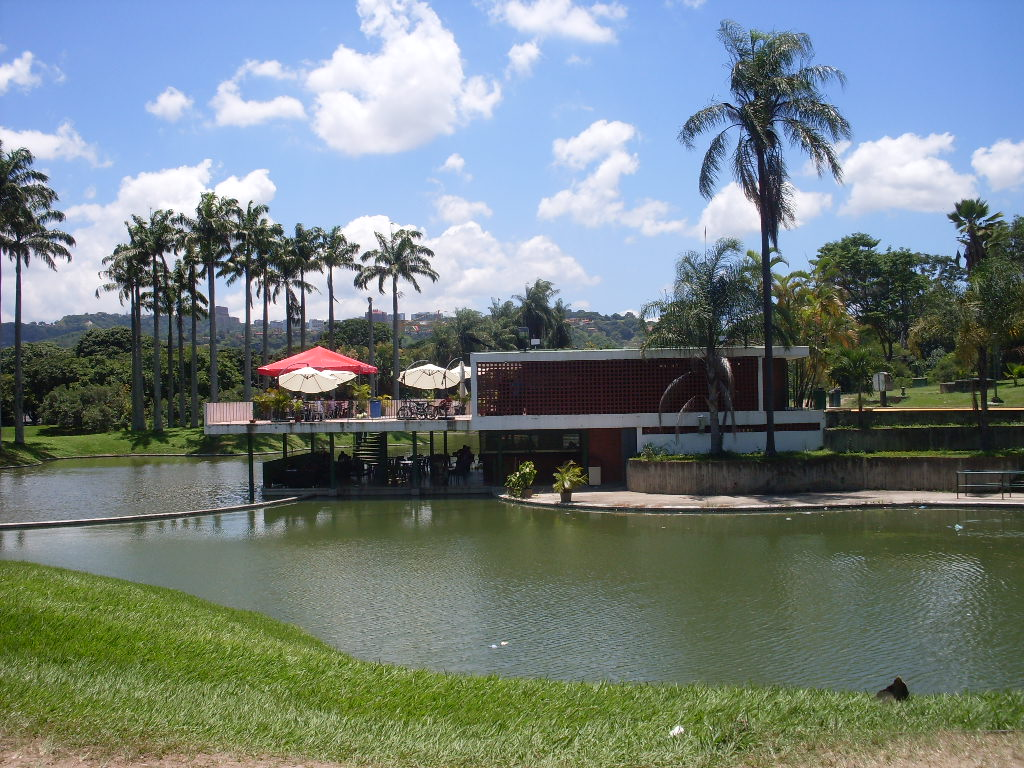